# Кер-д’Ален (горный хребет)
Кер-д’Ален (англ.  Coeur d’Alene) — горный хребет в штате Айдахо США. 

## Описание
Горы Кер-д'Ален являются северной частью Скалистых гор, находятся в северной части Айдахо. Территория гор имеет примерно треугольную форму и простирается на юг примерно на 100 км вдоль границы Монтаны от озера Панд-Орей до реки Сент-Джо. Самые высокие вершины 1800—2100 метров находятся на востоке; большая часть западного хребта представляет собой высокое плато, прорезанное узкими каньонами и речными долинами. Шахты в этом регионе производят большую часть серебра, свинца и цинка Айдахо. Национальный лес Кёр-д'Ален простирается на большей части ареала.